# Llorenç Gascon i Fernández
Llorenç Gascon i Fernández   (Barcelona, 5 de juliol de 1929 - Barcelona, 30 d'agost de 2021) va ser un empresari català, alt càrrec en estaments com Foment del Treball, CEOE i la Reial Acadèmia de Ciències Econòmiques i Financeres.

## Biografia
De jove va treballar com a agent comercial i va estar vigilat per la policia franquista per la seva militància a la Unió Democràtica de Catalunya. Es doctorà en Ciències Econòmiques per la Universitat de Barcelona i diplomat per l'IESE (Universitat de Navarra). Va ser nomenat doctor honoris causa per la Universitat de Michoacán (Mèxic) i per la Universitat de Lishui (República Popular de la Xina).
Fou acadèmic numerari de la International Academy of Management, Washington D.C., de la World Academy of Art and Science i conseller de la Fondation Jean Monnet pour l'Europe. Acadèmic d'Honor de la Reial Acadèmia Europea de Doctors (2014).
Havia estat membre del Col·legi d'Economistes de Catalunya, de la Societat Catalana d'Economia i de la Reial Acadèmia de Ciències Econòmiques i Financeres (RACEF), president de La Seda de Barcelona, de la Lliga Europea de Cooperació Econòmica, soci de l'Institut Català de Cooperació Iberoamericana (ICCI) i membre de la seva successora, la Fundació Casa Amèrica a Catalunya. El 1994 va rebre la Creu de Sant Jordi i el 1999 la Medalla del President Macià al Mèrit en el Treball, Medalla d'Or de la Fira de Barcelona i la US Peace & C. Award.
Va ser nomenat Cavaller Gran Creu de la Reial Orde del Mèrit Civil i Cavaller de Comanda del Reial Orde d'Isabel la Catòlica i va rebre la Creu de Plata de l'Orde del Mèrit de la Guàrdia Civil.